# Thorp Perrow Arboretum

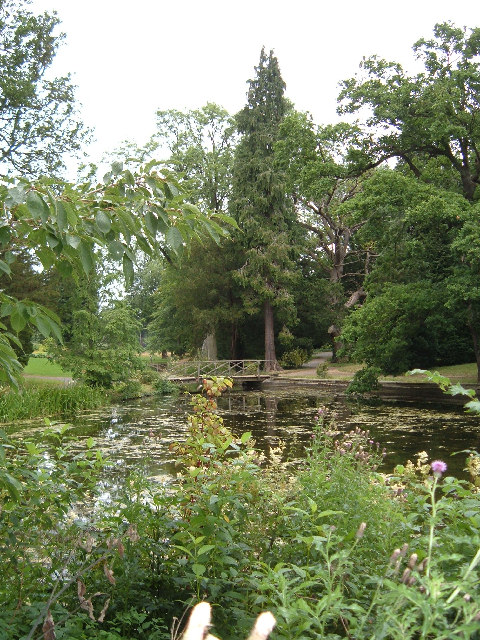
Charca en el Arboreto Thorp Perrow.

El Arboreto Thorp Perrow en inglés : Thorp Perrow Arboretum es un arboreto de 85 acres (340,000 m²) de extensión que se ubica en Bedale en North Yorkshire, Inglaterra.54°15′54.96″N 1°35′54.77″O / 54.2652667, -1.5985472

## Historia
El Arboreto Thorp Perrow está considerado como una de las mejores colecciones de árboles y arbustos en el Reino Unido. El arboreto fue creado por el coronel sir Leonard Ropner (1895-1977), que comenzó el arboreto en 1931 y en julio de 2006 los jardines celebraron su 75.º aniversario plantando el 1,750º árbol. 
Además de los jardines fundados por Leonard Ropner, el arboreto Thorp Perrow también incluye el Pinetum de Milbank plantado por la señora Augusta Milbank en el siglo XIX y el bosque de primavera del siglo XVI.

## Colecciones
El arboreto se presenta en secciones, y se identifica como sección A, hasta la sección Z, además el Pinetum Milbank, y el bosque de primavera. Cada sección interconecta con su vecina por senderos, los senderos de hierbas, los claros, los lagos y sus orillas, o las avenidas. 
Una caminata alrededor del arboreto puede ser un viaje de descubrimiento de las plantas que se desarrollan alrededor de los continentes del mundo; pues muchos de las especies de árboles, y arbustos plantados tienen sus orígenes en China, Japón, Norteamérica, Chile, y Europa. 
A principios del verano de 2004, 67 árboles del arboreto fueron registrados y señalados como "Árbol Campeón" por el registro de los árboles de las islas británicas. 
El arboreto alberga a cinco colecciones de plantas del « National Plant Collections » que se encuentran bajo los auspicios del National Council for the Conservation of Plants and Gardens ( NCCPG ).
Son las colecciones de Juglans spp. (nogales), Fraxinus cvs., Tilia spp., Laburnum SPP & CVS y Cotinus.

## Actividades
Dentro del recinto se ubica la escuela nacional de cetrería del norte de Yorkshire (« The Northern School of Falconry and Associated Studies »), hay demostraciones regulares del vuelo de los pájaros, con un número de cetrería de los pájaros que manejan en los cursos.